# Biduanda parva
Biduanda parva är en fjärilsart som beskrevs av Dudley Moulton 1911. Biduanda parva ingår i släktet Biduanda och familjen juvelvingar. Inga underarter finns listade i Catalogue of Life.